# Meister des Dominikanerzyklus
Als Meister des Dominikanerzyklus, Meister des Dominikaner-Zyklus oder Meister des Nürnberger Dominikaner-Zyklus wird der spätmittelalterliche Maler bezeichnet, der um 1511/12 eine Folge von Tafeln mit Darstellungen der Passion Christi malte. Die sechs Bilder wurden für die Kirche des Nürnberger Dominikanerklosters von Bürgern der Stadt gestiftet, deren Wappen auf manchen der Bilder noch zu sehen sind. Das Werk des namentlich nicht bekannten Meisters ist ein Beispiel für den Stand der Malkunst in Nürnberg zur Zeit Albrecht Dürers, der ab 1509 Gesandter des Größeren Rats in Nürnberg war und unter den  Nürnberger Malern eine führende Stellung einnahm. Die Beschäftigung mit den Arbeiten des Meisters des Dominikanerzyklus im Zusammenhang mit dem Werk Dürers kann Kunsthistorikern die Gelegenheit bieten, den Umfang des Einflusses Dürers auf andere Maler in Nürnberg zu verstehen.
Der Dominikanerzyklus besteht aus folgenden Bildern, heute im Bestand des Germanischen Nationalmuseums:
- Christus vor Kaiphas (Inventar Nummer Gm 542)
- Christus in der Vorhölle (Inventar Nummer Gm 543)
- Auferstehung Christi (Inventar Nummer Gm 1111)
- Noli me tangere (Inventar Nummer Gm 544)
- Himmelfahrt Christi (Inventar Nummer Gm545)
- Pfingstbild (Inventar Nummer Gm 546)

Ein Bild mit der Darstellung der Himmelfahrt Mariens aus dem Besitz der Nürnberger Bürgerfamilie Peller war im 19. Jahrhundert als ein Werk von Michael Wolgemut bezeichnet worden, der wichtigste Vertreter einer älteren fränkischen Schule. Diese Zuordnung wird jedoch bestritten und das Werk wird dem Meister des Dominikanerzyklus zugeschrieben. Das Bild befindet sich heute in den Vereinigten Staaten von Amerika in Privatbesitz.
Ein weiteres  dem Meister des Dominikanerzyklus zugeschriebenes Bild mit der Darstellung von Christus am Ölberg befindet sich im Bestand der Bayerischen Staatsgemäldesammlungen.